# UB-73号潜艇
陛下之UB-73号艇是德意志帝国海军于第一次世界大战期间建造的其中一艘UB-III型近岸潜艇或称U艇。它由汉堡的伏尔铿船厂承建，于1917年8月11日新船下水，至同年10月2日交付使用。其全长55.52米，水面及水下排水量分别为508吨和639吨，艇载武器则包括五具500毫米鱼雷发射管以及一门88毫米口径甲板炮。UB-73号曾先后被部署至第五及第一区舰队，并参与了大西洋潜艇战。在六次巡逻期间，该艇合共击沉了容积总吨累计为18806吨的8艘协约国或中立国商船，以及1艘排水量为495吨的敌对军舰。战后，根据对德停战协定的要求，UB-73号于1918年11月21日被引渡至英国哈维奇正式向协约国投降，然后移交法国，至1921年在布雷斯特拆解报废。

## 设计
UB-73号是汉堡伏尔铿船厂承建的UB-III型第二批次（UB-72至UB-74号）的二号艇，由德意志帝国海军潜艇监察局于1916年9月23日向订购，至1917年8月11日下水。其全长55.52米，舷宽5.76米。艇体采用双壳体结构，水面及水下排水量分别为508吨和639吨，浮起时的吃水深度为3.70米。由于无需像UC-II型艇那样提供水雷布设装置，设计工程师对潜艇舷弧进行了优化，增大了司令塔体积，配备两具潜望镜，司令塔与控制室之间增加一道水密舱壁。这些改进显著提高了潜艇的水下机动性和生存力。为了达到更高的航速，UB-73号采用两台科尔庭六缸四冲程530匹公制馬力（390千瓦特）柴油机用于水面运行，以及两台394匹公制馬力（290千瓦特）的西门子-舒克特电动发电机用于水下航行；水面最高航速13.4節（24.8每小時），水下7.5節（13.9每小時）；能够在水面以6節（11每小時）航速续航8,420海里（15,590），或以4節（7.4每小時）连续在水下航行55海里（102）而无需充电。
UB-73号的主武器为五具500毫米艇艏鱼雷发射管，其中艇艏四具采用层叠式布局分居两侧、艇艉一具，并可搭载合共10枚G6型鱼雷。辅助武器则是一门88毫米30倍径速射炮。其标准船员编制为3名军官加31名水兵。

## 服役历史
1917年9月9日，UB-73号在前U-3号艇长、海军上尉沃尔德马尔·亚当的指挥下正式入役，随即展开海试。完成海试后，该艇曾先后被编入北海战区的第五和第一区舰队，并参与了大西洋潜艇战，足迹遍及爱尔兰海、圣乔治海峡、北海海峡、圣基尔达岛、布里斯托尔湾以及霍利希德附近海域。在六次巡逻期间，该艇合共击沉了容积总吨累计为18806吨的8艘协约国或中立国商船，以及1艘排水量为495吨的敌对军舰。后者正是首艘装备12磅甲板炮的英国皇家海军潜艇D6号，它于1918年6月24日在伊尼什特拉哈尔岛以北约12海里（22）处遭鱼雷击沉，共造成艇内24名官兵阵亡，余下2名幸存者则被UB-73号俘虏。战后，根据对德停战协定的要求，UB-73号于1918年11月21日被引渡至英国哈维奇正式向协约国投降，然后移交法国，至1921年7月在布雷斯特拆解报废。

## 袭击历史摘要
| 日期          | 船名           | 船籍         | 吨位 | 结局 |
| ------------- | -------------- | ------------ | ---- | ---- |
| 1918年4月7日  | 卡特莉娜号     | 荷蘭         | 115  | 击沉 |
| 1918年4月11日 | 香桃木枝号     | 英国         | 3741 | 击沉 |
| 1918年4月14日 | 切尔福德号     | 英国         | 2995 | 击沉 |
| 1918年4月16日 | 拉多加号       | 英国         | 1917 | 击沉 |
| 1918年4月16日 | 洛达纳号       | 英国         | 3291 | 击沉 |
| 1918年4月18日 | 戴尔加思力量号 | 英国         | 684  | 击沉 |
| 1918年6月23日 | 山月桂号       | 挪威         | 705  | 击沉 |
| 1918年6月24日 | D6号           | 英國皇家海軍 | 495  | 击沉 |
| 1918年6月25日 | 奥里萨号       | 英国         | 5358 | 击沉 |

## 脚注
1. ↑  Rössler，第61頁.
2. 1 2  Helgason, Guðmundur. . German and Austrian U-boats of World War I - Kaiserliche Marine - Uboat.net.   [2022-05-06].
3. 1 2 3 4  Gröner 1991，第25-30頁.
4. 1 2  Helgason, Guðmundur. . German and Austrian U-boats of World War I - Kaiserliche Marine - Uboat.net.   [2015-02-04].
5. ↑  Helgason, Guðmundur. . German and Austrian U-boats of World War I - Kaiserliche Marine - Uboat.net.   [2015-02-04].
6. ↑  Helgason, Guðmundur. . German and Austrian U-boats of World War I - Kaiserliche Marine - Uboat.net.   [2015-02-04].
7. ↑  陈进，第239頁.
8. ↑  NARS，第80頁.
9. 1 2  Helgason, Guðmundur. . German and Austrian U-boats of World War I - Kaiserliche Marine - Uboat.net.   [2015-02-04].
10. ↑  Helgason, Guðmundur. . German and Austrian U-boats of World War I - Kaiserliche Marine - Uboat.net.   [2022-05-06].